# 怪奇警察サイポリス
『怪奇警察サイポリス』（かいきけいさつサイポリス）は、上山道郎による日本の漫画作品。『別冊コロコロコミック』（同）に1991年8月号から同年10月号まで掲載され、『月刊コロコロコミック』（小学館）にて、1992年1月号から1995年7月号まで連載された。単行本はてんとう虫コミックスから全9巻。2010年に「コロコロコミック アーカイブズ」としてコミックパークにてオンデマンド印刷の受注販売を開始。（2022年9月20日にサービス終了）2016年からマンガ図書館Zにて無料公開されている。2021年、株式会社ナンバーナインにより、新装版が電子書籍向けのみで発売された。
呪いや、悪霊・妖怪などが引き起こす怪奇な事件を解決するための秘密警察「サイポリス」に所属する少年戦士・鬼塚勇気が、仲間やライバルと出会いながら、数々の強敵達と激闘していく物語である。
2016年8月（2016年10月号）より『月刊ヤングキングアワーズGH』（少年画報社）にて、設定の一部を引き継いだ作品『オニヒメ』が連載されていた。単行本はヤングキングコミックスから全3巻（全16話）。

## 登場人物・妖怪

### 主人公とその仲間

#### サイポリスのメンバー
鬼塚 勇気（おにづか ゆうき）
主人公。鬼と人間のハーフで、鬼の姿に元身（変身）することが出来る。
日本サイポリスの戦士の中では、トップクラスの力を持つ。第1部では14歳の中学生であり、新聞部の部長。
普段は冷静で口数は少ないが、自分が正しいと思うことを貫き通す意志の強さと正義感を持った少年。優しき心と父親から受け継いだ鬼の力で妖怪達を退治する。凶魎派を倒した後は父・勇馬と共に2年にも渡る魔界での修行の旅に出かける。この旅で多くの経験を積み、第2部では炎を操る仙術や二次元化能力による平面空間に潜む敵への干渉、核爆発を抑えこみ自身の霊力として変換するなど、様々な新能力を駆使するようになる。作中終了時点で座天使（スローンズ）級の力を持つ。
25年後の世界を描いた「オニヒメ」では娘である愛をもうけているが、第一部終了時点では母親（妻）は不明。強くなりすぎた自身の力を7枚の剣豪ディスクに封印しているが、エージェントとしての仕事は続けており、現在は極秘の任務に就いている。
金田 邦重（かねだ くにしげ）
サイポリスの装備・メカニックの担当であり、勇気とコンビを組んで妖怪退治を行う。戦前、軍医として満州にいた頃、劉老師と出会い、師事。帰国後、日本サイポリスを創設する。勇気達からは「金田博士」と呼ばれている。年齢は80歳過ぎ。劉老師の元での修行で龍人族の目（龍眼）を手に入れ龍神族として生きる事も出来たが、龍人族は寿命が人間の4倍である為、時を重ねると自分を知る者が先に死んでいってしまうのを嫌い、龍眼を封印する眼鏡を自ら開発し、これを付けることで人間として生きていた。しかし、勇気が袁翁の罠に嵌り、窮地に陥ったのを助ける為、また自らも偃鬼童により深手を負わされた為、眼鏡を美虎に外させ、龍眼を発動。龍人族になる。龍神族は人間の4倍の寿命を持つため、人間でいえば20歳くらいに戻った。若い頃はカッコよかったのを勇気に滅茶苦茶に驚かれた。その後、若い頃の付き合いが縁で、九龍の姉の小鈴に押される形で、小鈴と結婚する。
前述の修行「龍眼儀礼法」を達成し過去に滅びた龍人族・八岐龍族の神官となっており、小鈴との結婚で新たに一族を構える形となっている。余談だが、博士が成し遂げた龍眼儀礼法は本来結婚など縁組の際に龍人以外の種族を一族に招き入れるために行われる儀式。
神和住 京子（かみわずみ きょうこ）
関西を拠点に活躍していたサイポリスの女戦士。関西弁を使う17歳。勇気が純粋の人間でないことを一発で見破るほどの高い霊感覚の持ち主。戦闘時は髪の色が変化する。後に厳しい修行と試練の末に霊槍・瑠璃光姫の持ち主となる。「名前は京女のようだけど、浪速っ子」とは作者の弁。妹が一人いるが彼女に霊能力はない。
「オニヒメ」では「機関」の教官を務めながら一線級のエージェントとしても活動している。
劉 源信（りゅう げんしん）
日本サイポリス、アメリカン・サイポリスなど全サイポリスの最高師範。自身のデータを知られることは敵に弱点をさらすことになるという理由で本名・年齢や詳しい経歴等は不明としている。金田博士と満州で会った時からその容姿は変わっていないが、年齢は少なくとも100歳を超えていると自分で明言した。その戦闘能力は、勇気と初めて会った時点では鬼に元身していた勇気を圧倒するほどであり、未だ計り知れない。勇気たちからは「劉老師」と呼ばれている。金田博士の師であり、劉老師との出会いがサイポリス結成のきっかけとなった。サイポリスメンバーに受け継がれた「汝の魂に幸いあれ」の精神も、劉老師の例え敵対した相手であってもその魂の安息を願う教えから来ている。
正体は4500年前の聖書時代に存在したノア。
九龍（くりゅう）
魔界・九頭龍神族の神官戦士。年齢は64歳（龍人族は人間の4倍の寿命を持つため、人間でいえば16歳くらい）。性格は単純明快な熱血漢。過去に父親が凶魎派総帥の鬼にそそのかされた蟲毒によって殺されたことで、鬼を憎んでいる。そのため当初は勇気にも攻撃的だったが、蛮爪と駢角コンビとの戦いを経て勇気の強さと正義の心を認め仲間になる。魔界で京子に出会った際に一目惚れしプロポーズしているが、葛丸の怒りを買い以後は犬猿の仲になる。
「オニヒメ」では天狗族の舞を擁護し、自身が預かっていた「鬼塚勇気の剣豪ディスク」を託した。
学天則 葛丸一號（がくてんそく かずらまるいちごう）
京子を主君と仰いで、忠実に仕える機械（ロボット）の侍。その魂は腰に帯びた刀「修羅王斬・葛丸」に宿っており、機械のボディはその魂の器である。京子への侮辱や無礼は禁物で、初対面でいきなりプロポーズした九龍を無礼者と毛嫌いしている。
「オニヒメ」では最新型の「十七號」を始めとした複数のボディを使い、機関における教官役も務める。京子のことは姫から「御館様」と呼ぶようになっている。彼のボディと本体を繋ぐシステムから過去の剣豪・武人の遺品からその精神と技の記憶を読み取り記録・再現するデバイス「剣豪ディスク」が開発された。
メイノール・ワムパム
愛称はメイ。第2部より登場。北米先住民の巫女で、アメリカン・サイポリス最高の称号である大天使（アークエンジェル）を与えられた戦士。強力な守護精霊である「酋長（チーフ）」を自在に操る力の持ち主。
酋長（チーフ）
メイの家に代々伝わる守護精霊。怪力を持ち、妖怪を食べることが出来る。また、胃袋は超空間につながっており、シェルターになっている。このシェルターは数日間であれば篭城することも出来る。
ウォルフガング・シルバーマン
第2部より登場。アメリカン・サイポリスの大天使（アークエンジェル）の一人。ウェアウルフ（人狼）の先祖がえりで彼以外の家族は普通の人間。スピードを主体にした攻撃を得意とする。かなりのゲーム好きで、パトロールをさぼってはゲームセンターに入り浸っている。

#### 一般人
三原 千夏（みはら ちなつ）
勇気の中学校の同級生で、新聞部の部員。13歳。勇気と蜘蛛綱翁（いかきおう）の戦いを目撃したことにより、サイポリスと関わっていく。後に凶魎派の人間界征服計画を阻止するために京都のサイポリス本部へと向かった勇気達とは離れ離れになるが、第2部より思わぬ形で再登場。目覚めた特殊能力により勇気達と行動を共にしていく。初めは眼鏡だが、後に近眼は治る。勇気と距離の近い美虎には内心かなりムカついている。
鬼塚 君江（おにづか きみえ）
勇気の母。出版社勤務。愛した男性が鬼であると知りながらも、その子どもである勇気を出産、女手一つで育て上げるなど、劉老師から真に愛情ある女性と言われるほど。深い愛情で人間と鬼の間で揺れ動きがちな勇気を支える。同時に勇気の精神的な弱点でもあり、母を侮辱されたり人質に取られた時には激しい怒りを見せ、それを敵に利用されてしまう時もある。
美虎（みとら）
勇気が魔界で出会った狸精人の少女。人間の1/10ほどの大きさで力も弱いが、袁翁との戦いでは勇気が人間の心を取り戻す重要なきっかけとなった。第二部では必死の修行の末に変身能力と格闘能力を身に付け、サイポリスのメンバーとなる。小さな猫の姿と人間サイズになることができ、移動中などは猫の姿でいることが多い。オリハルコン製の爪を使った格闘技「虎襲拳」を駆使するが、実戦経験に乏しいためピンチに陥ることもある。千夏とは勇気のパートナーの座を巡り牽制しあう一幕もあった。

### 凶魎派
人間界征服を企む魔界の妖怪集団。征服のために邪魔な存在であるサイポリスの抹殺、および鬼でありながら同族の妖怪達を退治する勇気を標的にする。
総帥
その正体は勇気の実の父である鬼塚勇馬。袁翁が施した魔醒角により良心が封印され、悪しき心のみとなっていた。人間界をも征服しようとしていた。

#### 四柱王
東の将、袁翁（えんおう）
狡猾な男。元は劉と同じ仙人の下で修行した人間（その時の名：袁）。人や仙人の力で故郷の災害を阻止できず、家族を死なせた理由から、更なる力を求めて妖怪となった。
絶大な魔力に加え、知略・計略を張り巡らせる。偃鬼童を使い金田博士を人質に取り、勇気の目の前で殺すことで勇気を理性のない怒りの獣の姿にし、殺した後でゾンビ化させ部下にするつもりだったが、その作戦も金田博士の竜人化と美虎によって阻止された。
青龍の矢・龍哭を持つが、勇気に敗北し見限られる。
袁翁 戦闘形態（えんおうバトルモード）
蛮爪に施した魔術改造のデータを元に自身の肉体を強化した姿。その体組織構造は南の将、凱羅を参考にしている。
怒りの力をコントロール出来るようになった勇気の敵ではなく、切り札の青龍の矢からも見放され、逆に勇気に奪われてしまう。青龍の矢に貫かれるも頭部だけの状態で生き残り、総帥との最終決戦において再登場。総帥が倒された際に動けない九龍達を狙うも、援軍に来た劉老師によって阻止され、勇気の手でトドメを刺される。

南の将、凱羅（ガイラ）
ワニのような姿をしているがその正体は元黒皇龍族の神官。過去、情けをかけた敵に妻子を殺されたため情を捨てる。力による支配が絶対だと考えて凶魎派にいたが、九竜と正面から戦い敗れるもかつて自身が救った部下に庇われ、まだ信じられるものがあったことを知った。夜玖沙・銀の閃光と合流して勇気たちの戦いを外部からサポートした。
朱雀の剣・翔雷刃を持つが、九龍に敗北し譲り渡す。その後は一族の復興を進めている。
西の将、夜玖沙（ヤクシャ）
不死身（無限の再生能力を持つ）。錬金術でどんなもの（金、武器 等）でも作り出せる。人間界で生きていたが、錬金術によって恐怖で逃げたり、堕落する人々に絶望して魔界に移る（単行本ではより緻密に過去が描かれ、たった一人だけ夜玖沙自身を愛した男性もいたが、彼女の力を欲する時の皇帝によって捕らわれ、拷問の末に殺された、というシーンが追加された）。総帥の絶対的な力だけが自分を殺せると考えて従っていた。京子との戦いで過去へのこだわりから脱する。合流したシルバー・ライトニングの右腕を治療した際に半分思いつきの様なノリで主君とされ「姫」と呼ばれた際にはあわてていた。
白虎の弓・弦吼を持つが、京子に敗れた際に寧瑠を通じて譲り渡された。
北の将、銀の閃光（シルバー・ライトニング）
元、人間（騎士）。かつて、仕えていた王と共に暗殺され、その後魂が魔界に流れ着き妖怪に転生した。かなりの槍術の使い手。人間だった時の名前を覚えておらず、現在の名は闘気を込めた突きを放った際のランスの輝きから付いた異名。過去の影響からか、自身の仕えるべき王を探している。絶対的な力を持つ総帥を支持していたが、葛丸に斬りおとされた右腕を治療してもらった際に夜玖沙を主君とすることを決める。
玄武の盾・甲神殻を持つが、葛丸との真っ向勝負に敗れた際に譲り渡した。

#### 構成員
贋夢（ガンム）
他人の夢の中に入り込み、精神や肉体へダメージを与えることが出来る夢魔（インキュバス）。鳥の姿をしている。千夏の夢の中で勇気、京子と戦った。「精神傷痕刃（せいしんしょうこんじん）」という魂を切り裂く鎌を使う。夢の外（現実世界）では贋夢の肋骨が変化した刃「真・精神傷痕刃（しん・せいしんしょうこんじん）」で戦う。
蛮爪（バンソー）
人虎（ワータイガー）と呼ばれる亜人種の妖怪。駢角と共に勇気を凶魎派に勧誘しに来た。
凶魎派の中でも一目置かれる実力派で、格闘だけでなく気攻弾を使った戦いで勇気と九龍を苦しめるが、迷いを捨て覚醒した勇気には手も足も出せず、勇気のパワーアップと凶魎派への対決の意思を総帥へ伝えるため逃げ帰る。その後、南の将凱羅によって処刑されそうになるも、東の将袁翁に拾われ魔術改造を施されることになる。
改造蛮爪
袁翁によって魔術改造を受けパワーアップした姿。友である駢角の仇を討つため勇気に再度戦いを挑む。
肉体と一体化したような鎧を纏った姿をしており、その胸部には鷹眼（ホークアイ）という計測装置が付いている。それによると人間状態での勇気の統合戦闘力は蛮爪の15.7%だが、鬼の状態では500%オーバーとなっている。自分との戦いを拒む勇気に対し、美虎を人質に決着を要求。全力で挑むも一撃の下に倒される。その肉体は魔術改造の副作用で全力を使うと崩壊する運命であった。駢角の仇こそ取れなかったものの勇気と戦えたことに満足して消滅した。
必殺技は爆裂攻気弾。

駢角（ベンガク）
頭に2本の角を生やした鎧の姿をしている。その鎧は自身の皮膚が変化した物。
見た目の通りパワータイプだが九龍から「見かけに寄らず速い」といわれるほどのスピードも持っている。腕を自在に伸ばすことが出来、遠くの相手を掴み自分の所へ引き寄せて攻撃を加える。パワーアップした勇気には敵わず、巻き添えを謀って自爆するもダメージを与えることができなかった。
蛮爪とは友人同士で凱羅軍団の中でも最強クラスのコンビであった。
岩桀（ガンケツ）
「魔鍛錬鋼」というダイヤモンドよりも硬い物質で体を覆われている。すぐに熱くなる性格。
葛丸によって両腕を切り落とされた後、味方の流怨によって体中の水分を吸い取られ死亡する。
流怨（ルオン）
細胞組織が全て液体で出来ている液体妖怪。物理攻撃を受け付けず葛丸の斬撃も受け流す。ただし熱には弱い。
地面や樹木に染み込むことで四方から攻撃を仕掛けるのが得意技。京子の瑠璃光波弾を受け全身の細胞が急速に癌化し死亡。
コミックス4巻の解説によれば葛丸は敵の生命力を断ち斬ることも可能で、そのまま戦闘を続けても結局流怨は倒されていたとされている。
霞凛（カリン）
凱羅の配下で助言者（アドバイザー）を務める半獣型の妖怪。上半身は人型だが腰から下は大型ネコ科の四肢となっており、単行本の解説ではスフィンクスの亜種とされている。
額にある第三の眼と繋がる水晶球・虚空蔵眼による予知は本人の体調や環境にも左右されるが、条件が合致した際の的中率は100%を誇る。元々盗賊に襲われていたところを神官時代の凱羅に助けられたのが縁で仕えている。
偃鬼童（エンキドウ）
袁翁が作った機械生命体。機械であるので、対妖怪用の装備が通用しない。感情を持たず、袁翁の命令に忠実に動く。
言葉だけでなく袁翁の念波を胸の水晶球によって受信し行動することも出来る。しかしこれを外されるとただのデクの坊と化してしまう。袁翁撃破後は金田博士によって修理と改造が施され、美虎の命令を聞くよう再プログラムされた。
パワーだけなら四柱王にも匹敵する。
寧瑠（ネイル）
夜玖沙の配下の蛇型妖怪。女性しか入れない「女性結界（にょしょうけっかい）」を作成・維持する。当然自身も女性である。
ジークフリート
シルバーライトニングの愛馬。人間だったころからの付き合いであり、魔界の馬として転生してからも付き従っている。
醍矛（ダイム）
京子の妹の体を操り、奈良サイポリス戦士養成所で修行していた京子を狙った暗殺者。
悪持国天・俄双蛇（あくじこくてん・がそうじゃ）
総帥直属の親衛隊「四天衆」の一員。「魔界の飛ばし屋」の異名を持つ。コミックス7巻の解説では戦闘力は改造蛮爪と同程度。
殺増長天・牛醐（さつぞうちょうてん・ぎゅうご）
四天衆の一員。パワーファイターといえば聞こえはいいが知能が低く、力任せの闘いしか能がない。
闇広目天・女蓮華（やみこうもくてん・めれんげ）
四天衆の一員である植物型妖怪。相手の急所を的確に射抜く技、「蓮華千根殺」を使うが正確すぎてかえって読みやすい。
裏多聞天・尖蟷螂（うらたもんてん・せんとうろう）
四天衆の一員。魔鍛錬鋼をも切り裂くことが出来る「高周波ブレード」を持つカマキリ型の妖怪。武器の威力に頼り過ぎて技術は並み。

### 五皇神
第2部に登場。「悪徳の魔神」と呼ばれる5体の魔神。人間の悪の心のエネルギーを集め、絶望の虚無神メギドを復活させようとしている。それぞれが神次元（ディメンション）と呼ばれる空間を創造し、支配することが出来る。
- 神次元（ディメンション） - 魔神の意思が作り出す異空間。その中では魔神の定めたルールでのみ戦うことが出来る。魔神を攻撃することは出来ず、また攻撃を受けることもない。

憤怒神ケセフ
アメリカの魔神。格闘ゲームの全米チャンプ「クリストフアー・アイアンサイド」を依り代としており、神次元（ディメンション）内では勇気達とTVゲームで戦った。
憎悪神ライム
オーストラリアの魔神。
疑惑神ピュートーン
ネパールの魔神。
悲嘆神レヴィアタン
イギリスの魔神。
嫉妬神リリス
エジプトの魔神。

### 十二獄将
五皇神が使役する12体の使い魔。干支を模したデザインになっている。
密偵のゾフィエル
十二獄将の「巳（スネーク）」。自分の姿を消して二次元化する「密偵」の能力を持っており、バチカンの大聖堂に侵入することもできる。
怒涛のファランクス
十二獄将の「亥（ボアー）」。ケセフの神次元下で行われたTVゲームにて、ケセフの使用キャラクターの依代となった。

### その他の妖怪
鬼塚 勇馬（おにづか ゆうま）
勇気の父親であり、魔界の鬼。魔界の先兵として人間界征服計画を遂行するためにやってきた。しかし人間である君江と心を通わせてしまったことが原因で、魔界の裏切り者として処刑されたと思われていた。
しかし、以前から鬼の持つ潜在能力に興味を持っていた袁翁によって魔醒角（ませいかく、心の中の魔〈悪〉を呼び醒ます角）を植え付けられ凶魎派総帥に祭り上げられていた。
心を悪に偏らせた事で地獄の神である鬼の力をほぼ100％引き出されており、四神招来器を得た勇気たち四人をたった一人で圧倒する。だが、京子の瑠璃光姫によって託された仲間たちの力と心を受け取った勇気の手で魔醒角を折られて正気を取り戻した。その後、自身の罪を清算する旅に出る。第2部までの2年間は勇気が同行していたが、妻の許へ帰還したかは不明。
蜘蛛綱翁（いかきおう）
500年前に封印された蜘蛛の妖怪。建築工事によって封印が解かれ、現代に蘇った。蘇った際、怒りのエネルギーによって他の物体（パワーショベルなど）と同化する能力を身につけた。
隻眼蛟（せきがんこう）
一つ目の蛇の妖怪。戦闘力・知力ともにあまり高くなく、他の妖怪の配下として行動することが多い。
瑪拗（めのう）
子供に寄生し、生命力を吸い取る妖怪。千夏の弟の良太を人質に取り、勇気と戦った。
比連鳥（ひれんちょう）
雌雄が一体となって行動する鳥の妖怪。翼から発生する妖力の場で周囲の光を屈折させて姿を消す、「透明化妖術（クローキングマジック）」を使うことが出来る。京都のある寺に封印されていたが、火事によって封印が解かれた。魔界に生息する野生のものは巨大。
垔魏蚪（あぎと）
二組の顎を持つ人喰いの妖怪。勇気の父親のことを何か知っているようだ。
斬験（ざんげん）
大剣の姿をした妖怪。呪術を得意としており、勇気の母・君江を呪い殺そうとした。13年前に勇気の父親を殺したと言っている。
蟲毒（こどく）
墓地で人の死骸を漁る下等妖怪。神官の脳を喰い、生者を襲うほどの力を身につけた。
餓凰（がおう）
鳥の霊が集まって生まれた妖怪。他の生物等と融合することが出来る。猫と融合して翼猫になったり、車と融合して翼の生えた車となって勇気と戦った。

## サイポリスの組織・仕組み
サイポリスとは
呪いや、悪霊・妖怪などが引き起こす怪奇な事件を解決するための秘密警察であり、日本サイポリスは金田博士を中心に設立され、京都にその本部を持つ。またサイポリスは日本のみならず、アメリカ、ネパール、イギリス、フランス、エジプト、イラン、オーストラリアなど世界の各地に存在する。
サイポリスの組織構成
サイポリスは実際に妖怪・悪霊と戦う「戦士」、戦闘用の各種装備開発・研究などを行う「職員」、妖怪達が起こす奇怪な現象に関する情報の収集、資金援助などを行う「外部協力者」達で構成されている。
「オニヒメ」におけるサイポリスのその後について
「オニヒメ」の時代においては、権力の集中とそれによる組織の腐敗と暴走を防ぐためにサイポリスそのものは解体される形で解散し、のちに後継組織として「機関」などの様々な組織が誕生した。古来から魔界との交渉事を行う組織は必要に応じて統合と分散を行う（その都度呼び名も変わる）ことで組織内の意識を維持してきた。

## サイポリスの装備
霊剣・周天丸（れいけん・しゅうてんまる）
使用者の念の力を力に変える霊体武器（アストラルアームズ）。ヒヒイロカネ（オリハルコン）と賢者の石で構成されている。通常時はけん玉の形状をしているが、用途に応じて剣やハンマーなどの形状に変化するがイメージした通りの形に変化させるには霊波の制御の熟達が必要。勇気のパワーアップや能力開花に応じて何度か鬼状態での形状が変化している。以前の持ち主は劉老師で、金田博士の過去のエピソードでは小鈴が使用したこともある。金田博士の帰国の際に劉老師から託され、後に勇気へと受け継がれた。元々は小剣の形だったが、普段から持ち歩いていても怪しまれないけん玉の形に金田博士が調整した。「オニヒメ」では勇気の娘である愛が所有している。
霊槍・瑠璃光姫（れいそう・るりこうき）
薬師如来に由来する霊槍。マニ車に相当する部位が回転することで持ち主の治癒・回復力を高める効果を持つ。この力を高め、過治癒によって細胞を癌化させる攻撃「瑠璃光破弾」を放つ。
サイ・セイバー
勇気が戦闘時に身につける鎧。背面にジェットパックが搭載されており、低高度だが短時間の飛行もできる。勇気が鬼に元身すると、「金剛具足」に変身する。これは周天丸同様、勇気のパワーアップ等に応じて形状が大きく変化する。怒りの獣となった時にもそれは同様で、黒く禍々しい形状へと変容した。また物語中に何度か形状のマイナーチェンジが行われている。
心霊銃（ハートガン）
使用者の「想い」の力をエネルギーとして撃ち出す銃。その用途は攻撃ではなく、意識を失ったり眠らされている者を目覚めさせるといった物。
霊波感知アンテナ
京子が使用しているヘッドセット型の装備。これによって京子の優れた霊感をより高精度に高めている。アンテナ部はうさぎの耳のような形状で、かなり深く曲げても大丈夫なほど薄く柔らかい素材でできている（この時にアンテナを摘んだ京子の指がアンテナから透けて見える描写もある）。
サイ・ビークル
様々なサイポリスの装備が内蔵されている車。内部は空間歪曲術によってかなり広くなっている。霊柩車のような外見をしている。
精神波同調装置（サイキックシンクロナイザー）
サイ・ビークルの内部に搭載された装置。贋夢によって夢の世界に囚われた三原を救うために使用された。使用者はHMD型のゴーグルを装着し、対象者の精神世界（夢の中）にダイブする。夢の中では物理的な世界とは違い精神力及び霊力によってのみ戦うことが出来、物質である武器の類も持ち込めない。ただし霊体武器である周天丸だけは例外的に送り込むことが出来た。精神の死はそのまま肉体への死とも直結する、非常に危険な戦いとなる。
四神招来器（ししんしょうらいぎ）
古代中国の方士が作り出した龍哭・翔雷刃・弦吼・甲神殻といった四種の宝器。強力な結界を作りだす神器であり、なおかつ強力な結界破りの能力を持つ。単体でも強力な武神器としても機能し使い手の力を高める。この神器を手にするには持ち主を「自分の実力のみ」で打ち破らなくてはならない。
凶魎派・四柱王が所持していたが、サイポリスの戦士たちに受け継がれる。

## 書誌情報
てんとう虫コミックスより全9巻が刊行。この他コミックパークより全9巻がオンデマンド出版の形で刊行されていた。
- オンデマンド出版版[4]

1. ISBN 9784090073403
2. ISBN 9784090073410
3. ISBN 9784090073427
4. ISBN 9784090073434
5. ISBN 9784090073441
6. ISBN 9784090073458
7. ISBN 9784090073465
8. ISBN 9784090073472
9. ISBN 9784090073489